# Белла, Сэм
Сэмюэл Харрисон (Сэм) Белла (англ. Samuel Harrison (Sam) Bellah; 24 июня 1887, Мец, Калифорния — 9 января 1963, Портленд) — американский легкоатлет, выступавший в прыжках в длину, тройном прыжке, прыжках с шестом и метании копья. Участник летних Олимпийских игр 1908 и 1912 годов.

## Биография
Сэм Белла родился 24 июня 1887 года в американской невключённой территории Мец в штате Калифорния.
Выступал в легкоатлетических соревнованиях за «Стэнфорд Кардинал», Олимпийский клуб Сан-Франциско и портлендский «Малтнома». В 1911 и 1915 годах был чемпионом Ассоциации американских университетов в прыжках с шестом.
В 1908 году вошёл в состав сборной США на летних Олимпийских играх в Лондоне. В прыжках в длину занял в квалификации 12-е место. В тройном прыжке занял в квалификации последнее, 17-е место, показав результат 12,55 метра и уступив 1,57 метра попавшему в финал с 3-го места Гарфилду Макдональду из Канады. В прыжках с шестом поделил 6-7-е места с Георгиосом Баникасом из Греции, показав результат 3,50 метра и уступив 21 сантиметр завоевавшим золото с олимпийским рекордом Альфреду Гилберту и Эду Куку из США.
В 1912 году вошёл в состав сборной США на летних Олимпийских играх в Стокгольме. В прыжках с шестом занял 7-е место с результатом 3,75, уступив 20 сантиметров победителю Харри Бэбкоку из США. Также был заявлен в прыжках в длину и метании копья, но не вышел на старт.
Впоследствии поселился на ранчо на реке Роуг в южной части Орегона, выращивал коров бурой швицкой породы.
Умер 9 января 1963 года в Портленде в штате Орегон.

## Личные рекорды
- Прыжки в длину — 6,84 (1908)[1]
- Прыжки с шестом — 3,90 (1912)[1]
- Метание копья — 45,97 (1908)[1]